# Microregiunea Székesfehérvár
Microregiunea Székesfehérvár (în maghiară Székesfehérvári kistérség) a fost o microregiune statistică (kistérség) din județul Fejér, Ungaria.
Cu o populație de 137.326 locuitori și o suprafață de 667,14 km2, aceasta a existat până în 2014, când în Ungaria, microregiunile ”kistérségek” au fost înlocuite de districte (járások).